# Subdivisions de la république des Maris

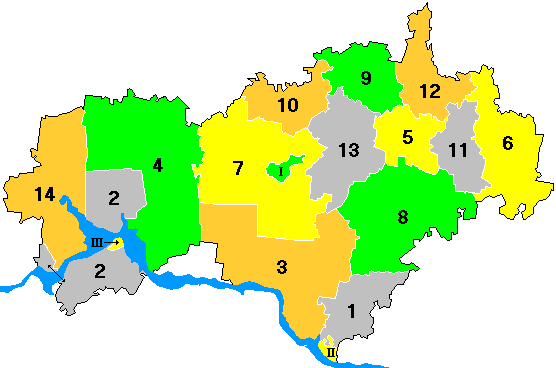
Divisions administratives de la république des Maris. Les numéros renvoient à la liste des raïons (chiffres arabes) et des cités (chiffres romains).

La république des Maris est divisée en 14 raïons et 3 cités.